# Issormiut
Issormiut è un villaggio della Groenlandia di 5 abitanti (gennaio 2005). Si trova a 61°04'N 45°31'O; appartiene al comune di Kujalleq.